# Commandant des Forces terrestres algériennes
Le commandant des Forces terrestres est le chef d'état-major, l'officier le plus gradé de la chaîne de commandement, des Forces terrestres algériennes.
L'actuel commandant des Forces terrestres est le général de corps d'armée Mustafa Smaïli depuis le 20 novembre 2024.

## Listes des commandants des forces terrestres
- Général Khaled Nezzar (1986-1988)
- Général Liamine Zéroual (1988-1990)
- Général Mohamed Lamari (1990-1992)
- Général Khélifa Rahim (1992-1994)
- Général major Ahmed Gaïd Salah (1994-2004)
- Général major Ahcène Tafer (2004-2018)[1],[2]
- Général major Saïd Chengriha (2018- mars 2020)
- Général major Amar Athamnia (mars 2020 -20 novembre 2024)[3]
- Général de corps d'armée[4] Mustafa Smaïli (20 novembre 2024- )[5]